# Aquaman (film)
Aquaman je americký akční film z roku 2018 režiséra Jamese Wana natočený na motivy komiksů z vydavatelství DC Comics o stejnojmenném superhrdinovi. V titulní roli se představil Jason Momoa, v dalších rolích se objevili Willem Dafoe, Amber Heardová, Patrick Wilson, Yahya Abdul-Mateen II, Temuera Morrison, Dolph Lundgren a Nicole Kidman. Scénář napsal David Leslie Johnson-McGoldrick na základě námětu od Geoffa Johnse. Jedná se o šestý snímek filmové série DC Extended Universe.
Do amerických kin byl film uveden 21. prosince 2018.
V lednu 2019 se Aquaman stal nejvýdělečnějším snímek celého DC Extended Universe a na konci měsíce pak i nejvýdělečnějším filmem v rámci DC Comics. Po 38 dnech v kinech s celosvětovými tržbami 1,09 miliardy dolarů překonal dřívější rekordmany Temný rytíř (1,003 miliardy) a Temný rytíř povstal (1,085 miliardy).

## Děj
Film začíná rokem 1985, kdy strážce majáku Thomas Curry zachrání z rozbouřeného moře zraněnou Atlannu, princeznu podmořské říše Atlantidy. Dvojice se do sebe zamiluje a z jejich lásky se narodí syn Arthur. Atlanna je ovšem brzy donucena se vrátit do Atlantidy. Arthura nadále vychovával jeho otec Thomas na souši. Arthur se narodil s darem komunikovat s podmořskými živočichy a dalšími schopnostmi, které mu v mládí pomohl rozvinout Nuidis Vulko, rádce královské rodiny z Atlantidy.
V současnosti, jeden rok od invaze Steppenwolfa, Arthur překazí moderním pirátům krádež ruské ponorky. Během souboje zemře vůdce pirátů Jesse Kane, jeho syn David přežije se slibem, že otcovu smrt pomstí. David se spolčí s Ormem, mladším nevlastním bratrem Arthura, který spravuje vládu nad Atlantidou a má ambici se stát Ocean Masterem, válečným vládcem všech moří. David ukradne jinou ponorku a ta zaútočí na Atlantidu, aby byl vyvolán konflikt mezi podmořskými říšemi a suchozemí. Po útoku slíbí král Nereus z říše Xebel, že Ormův útok na souš podpoří. Ovšem Nereova dcera Mera, která byla zaslíbena Ormovi, s útokem nesouhlasí a vydá se na souš vyhledat Arthura a požádat ho o pomoc. Arthur ji nejdříve odmítne, jelikož nevěří nikomu z Atlantidy, říše, která ho kvůli jeho původu zavrhla a jeho matku Atlannu odsoudila k smrti. Nicméně Mera brzy poté zachrání Arthurova otce Thomase před utonutím v přílivové vlně, kterou vyvolal Orm jako svůj předvoj. Mera dovede Arthura do Atlantidy za Vulkem, který je vyšle na pouť za hledáním ztraceného trojzubce legendárního krále Atlana, který je nesporným znakem pravého krále Atlantidy a všech moří. Ovšem během setkání jsou přepadeni Ormovými vojáky a Arthur je zajmut.
Ve vězení Arthura navštíví jeho bratr Orm, který mu potvrdí, že Atlanna byla odsouzena k smrti za porození míšence. Orm mu nabídne, že ho propustí pod podmínkou, že se už nikdy nevrátí, ten ho ovšem v návalu hněvu vyzve na souboj v kruhu podmořské lávy. V podmořském prostředí má Orm výhodu a téměř Arthura zabije, než ho Mera zachrání a uprchne s ním z Atlantidy. Na souši se dvojice vydá hledat trojzubec. Pouť je dovede do Sahary a poté na Sicílii. Mezitím se Orm znovu spojí s Davidem Kanem a vybaví ho moderním bojovým oblekem z Atlantidy a dá mu za úkol zabít Arthura a Meru. Orm současně uvězní Vulka za velezradu a pokračuje v přesvědčování podmořských říší pro spojení a útok na souš.
Na Sicílii na Arthura s Merou zaútočí David, pod pseudonymem Black Manta, v nové zbroji, kterou modifikoval. Arthur je při souboji zraněn, ale nakonec Davida přemůže. Pouť za trojzubcem je poté dovede do temné zóny podmořské propasti, která je obydlena monstry. Propast je dovede k portálu, který je teleportuje do skryté země ve středu Země. V ní se setkají s Atlannou, která zde strávila posledních třicet let poté, co byla obětována do propasti, což ovšem přežila. Atlanna jim potvrdí, že jsou u svého cíle a nalezli trojzubec krále Atlana. Ten je ovšem střežen starodávným a nebezpečným leviatanem Karathenem. Arthur ho ovšem přesvědčí svou schopností komunikace s podmořskými tvory, že je hoden královského odkazu. Následně se chopí trojzubce a zbroji krále Atlana.
Mezitím Orm sjednotil podmořské říše, které postavil proti poslednímu odporujícímu podmořskému království Brine. Do bitvy zasáhne Arthur, Mera s Karathenem a monstry s propasti, které nyní poslouchají Arthura jako právoplatného vládce sedmi moří. Orm je poražen a uvězněn. V závěru se Atlanna vrátí na povrch a znovu se setká se svou láskou Thomasem.
V mezititulkové scéně je odhaleno, že David Kane byl po fatálním souboji s Arthurem zachráněn Dr. Stephenem Shinem, vědcem, který usiluje o nalezení Atlantidy. David mu slíbí, že ho tam dovede pod podmínkou, že mu pomůže naplnit pomstu proti Arthurovi.

## Obsazení
| Jason Momoa           | Arthur Curry / Aquaman    |
| Amber Heard           | Mera                      |
| Willem Dafoe          | Nuidis Vulko              |
| Patrick Wilson        | Orm Marius / Ocean Master |
| Dolph Lundgren        | král Nereus               |
| Yahya Abdul-Mateen II | David Kane / Black Manta  |
| Ludi Lin              | kapitán Murk              |
| Temuera Morrison      | Tom Curry                 |
| Nicole Kidman         | královna Atlanna          |
| Randall Park          | Dr. Stephen Shin          |
| Graham McTavish       | král Atlan                |
| Michael Beach         | Jessie                    |

## Přijetí

### Tržby
Snímek se po vydání udržel po tři týdny na prvním místě návštěvnosti kin v Severní Americe. Při otevíracím víkendu v Severní Americe utržil 67,8 milionu dolarů. Celkem film utržil 1 132 501 102 amerických dolarů. Z toho 331,8 milionu dolarů v Severní Americe a 800,7 milionu dolarů ve zbytku světa. Významným trhem byla Čína, kde film utržil 298,3 milionu dolarů. Stal se tak ve své době nejúspěšnější adaptací komiksu od DC Comics. V Česku snímek otevíral s návštěvnsotí 77 000 diváků. Do polovinu února ho v Česku zhlédlo 378 000 diváků, kteří v kinech nechali 61,2 milionu korun.